# Liste der Staatsoberhäupter des Niger
Dies ist eine Liste der Staatsoberhäupter des Niger seit der Unabhängigkeit des Landes.

## Liste der Amtsinhaber
| Nr. | Bild                                                     | Name (Lebensdaten)                  | Amtsbezeichnung                                                          | Amtszeit                              | Amtszeit                     | Partei       |
| Nr. | Bild                                                     | Name (Lebensdaten)                  | Amtsbezeichnung                                                          | Beginn                                | Ende                         | Partei       |
| --- | -------------------------------------------------------- | ----------------------------------- | ------------------------------------------------------------------------ | ------------------------------------- | ---------------------------- | ------------ |
| 1   |                                                          | Hamani Diori (1916–1989)            | Präsident                                                                | 10. November 1960                     | 15. April 1974 (abgesetzt)   | PPN-RDA      |
| −   |                                                          | Seyni Kountché (1931–1987)          | Armeechef des Personals                                                  | 15. April 1974                        | 17. April 1974               | Militär      |
| −   | Präsident des Obersten Militärrates                      | Seyni Kountché (1931–1987)          | 17. April 1974                                                           | 10. November 1987 (im Amt verstorben) |                              | Militär      |
| −   |                                                          | Ali Saibou (1940–2011)              | Übergangspräsident des Obersten Militärrates                             | 10. November 1987                     | 14. November 1987            | Militär      |
| −   | Präsident des Obersten Militärrates                      | Ali Saibou (1940–2011)              | 14. November 1987                                                        | 17. Mai 1989                          |                              | Militär      |
| −   | Präsident des Obersten Rates der Nationalen Orientierung | Ali Saibou (1940–2011)              | 17. Mai 1989                                                             | 20. Dezember 1989                     |                              | Militär      |
| 2   | Präsident                                                | Ali Saibou (1940–2011)              | 20. Dezember 1989                                                        | 16. April 1993                        | MNSD                         |              |
| 3   |                                                          | Mahamane Ousmane (* 1950)           | Präsident                                                                | 16. April 1993                        | 27. Januar 1996 (abgesetzt)  | CDS-Rahama   |
| −   |                                                          | Ibrahim Baré Maïnassara (1949–1999) | Vorsitzender des Rates des nationalen Wohls                              | 27. Januar 1996                       | 7. August 1996               | Militär      |
| 4   | Präsident                                                | Ibrahim Baré Maïnassara (1949–1999) | 7. August 1996                                                           | 9. April 1999 (im Amt getötet)        | UNIRD                        |              |
| −   |                                                          | Djibrilla Hima Hamidou (* 1965)     | Vorsitzender der Militärjunta                                            | 9. April 1999                         | 11. April 1999               | Militär      |
| −   |                                                          | Daouda Malam Wanké (1954–2004)      | Vorsitzender des Rates der nationalen Versöhnung                         | 11. April 1999                        | 22. Dezember 1999            | Militär      |
| 5   |                                                          | Mamadou Tandja (1938–2020)          | Präsident                                                                | 22. Dezember 1999                     | 18. Februar 2010 (abgesetzt) | MNSD-Nassara |
| −   |                                                          | Salou Djibo (* 1965)                | Vorsitzender des Obersten Rates für die Wiederherstellung der Demokratie | 18. Februar 2010                      | 7. April 2011                | Militär      |
| 6   |                                                          | Mahamadou Issoufou (* 1952)         | Präsident                                                                | 7. April 2011                         | 2. April 2021                | PNDS-Tarayya |
| 7   |                                                          | Mohamed Bazoum (* 1960)             | Präsident                                                                | 2. April 2021                         | 26. Juli 2023 (abgesetzt)    | PNDS-Tarayya |
| −   |                                                          | Abdourahamane Tiani (* 1961)        | Präsident des Nationalen Rates zum Schutz des Vaterlands                 | 28. Juli 2023                         | amtierend                    | Militär      |